# 在フランスアメリカ合衆国大使
在フランスアメリカ合衆国大使（ざいフランスアメリカがっしゅうこくたいし、United States Ambassador to France）は、フランスに派遣されたアメリカ合衆国の大使その他の外交使節団の長を指す。
アメリカ合衆国は独立以来、フランスに大使を派遣してきた。第二次世界大戦中もヴィシー政権を承認して大使を派遣していたが、1942年11月8日に北アフリカ問題を巡る対立によりヴィシー政権と断交した。そのため、ヴィシー政権崩壊後の1944年までの期間、米仏の国交は断絶していた。
以下は、歴代の在フランスアメリカ合衆国大使の一覧である。

## 歴代大使
| #  | 氏名                                 | 階級         | 任命           | 在任期間       | 在任期間       | 備考 |
| #  | 氏名                                 | 階級         | 任命           | 信任状奉呈     | 退任           | 備考 |
| -- | ------------------------------------ | ------------ | -------------- | -------------- | -------------- | --- |
| 1  | ベンジャミン・フランクリン           | 全権公使     | 1778年9月14日  | 1779年3月23日  | 1785年5月17日  | |
| 2  | トーマス・ジェファーソン             | 全権公使     | 1785年3月10日  | 1785年5月17日  |                | 再び任命。 |
| 3  | トーマス・ジェファーソン             | 全権公使     | 1787年10月12日 |                | 1789年9月26日  | |
| 4  | ウィリアム・ショート                 | 全権公使     | 1790年4月20日  | 1790年6月14日  | 1792年5月15日  | |
| 5  | ガバヌーア・モリス                   | 全権公使     | 1790年1月12日  | 1792年6月3日   | 1794年4月9日   | モリスは後任者が信任状を奉呈されたとき、依然公使職に留まっていた。                                                                                               |
| 6  | ジェームズ・モンロー                 | 全権公使     | 1794年5月28日  | 1794年8月15日  | 1796年12月9日  | |
| 7  | チャールズ・コーツワース・ピンクニー | 全権公使     | 1796年9月9日   |                | 1797年2月5日   | 上院の承認を受けたが、委任の記録なし。 |
|    | ウィリアム・ヴァンズ・マレイ         | 全権公使     |                |                |                | 任命されず。 |
|    | ジェームズ・バイアード               | 全権公使     | 1801年2月19日  |                |                | 着任せず。 |
| 8  | ロバート・リヴィングストン           | 全権公使     | 1801年10月2日  | 1801年12月6日  | 1804年11月18日 | |
| 9  | ジョン・アームストロング             | 全権公使     | 1804年6月30日  | 1804年11月18日 | 1810年9月14日  | 上院休会中に任命、のち上院によって指名は承認されたが、承認後の新たな任命の記録なし。                                                                             |
| 10 | ジョナサン・ラッセル                 | 代理公使     | 1810年10月5日  |                | 1811年9月14日  | 1811年2月3日頃任命されるが、信任状の捧呈を受けず。 |
| 11 | ジョエル・バーロウ                   | 全権公使     | 1811年2月27日  | 1811年11月17日 | 1812年12月26日 | 死亡退職。 |
| 12 | ウィリアム・クロウフォード           | 全権公使     | 1813年4月9日   | 1813年12月14日 | 1815年4月30日  | 上院休会中に任命、1813年5月28日の承認後に再び任命。 |
| 13 | アルバート・ギャラティン             | 特命全権公使 | 1815年2月28日  | 1816年7月16日  | 1823年5月16日  | |
| 14 | ジェームズ・ブラウン                 | 特命全権公使 | 1823年12月9日  | 1824年6月13日  | 1829年6月28日  | |
| 15 | ウィリアム・キャベル・リーヴズ       | 特命全権公使 | 1829年4月18日  | 1829年10月25日 | 1832年9月27日  | 上院休会中に任命、1830年2月10日の承認後に再び任命。 |
| 16 | レヴェット・ハリス                   | 代理公使     | 1833年3月6日   | 1833年4月20日  | 1833年9月30日  | |
| 17 | エドワード・リヴィングストン         | 特命全権公使 | 1833年5月29日  | 1833年9月30日  | 1835年4月29日  | 上院休会中に任命、1834年3月5日の承認後に再び任命。 |
| 18 | ルイス・カス                         | 特命全権公使 | 1836年10月4日  | 1836年12月1日  | 1842年11月12日 | |
|    | ヘンリー・ワイズ                     | 特命全権公使 |                |                |                | 上院が承認を拒否したため、着任せず。 |
| 19 | ウィリアム・R・キング                | 特命全権公使 | 1844年4月9日   | 1844年7月1日   | 1846年9月15日  | |
|    | チャールズ・インガーソル             | 特命全権公使 |                |                |                | 上院が承認を拒否したため、着任せず。 |
| 20 | リチャード・ラッシュ                 | 特命全権公使 | 1847年3月3日   | 1847年7月31日  | 1849年10月8日  | フランスが共和政に戻った1848年4月26日、再び信任状を捧呈された。                                                                                                  |
| 21 | ウィリアム・キャベル・リーヴズ       | 特命全権公使 | 1849年7月20日  | 1849年11月8日  | 1853年5月12日  | フランスが帝政に戻った1848年4月26日、再び信任状を捧呈された。 |
| 22 | ジョン・ヤング・メイソン             | 特命全権公使 | 1853年10月10日 | 1853年1月22日  | 1859年10月3日  | 上院休会中に任命、1853年12月6日の承認後に再び任命。死亡退職。 |
| 23 | チャールズ・フォークナー             | 特命全権公使 | 1860年1月16日  | 1860年3月4日   | 1861年5月12日  | |
| 24 | ウィリアム・ルイス・デイトン         | 特命全権公使 | 1861年3月18日  | 1861年5月19日  | 1864年12月1日  | |
| 25 | ジョン・ビグロー                     | 特命全権公使 | 1865年3月15日  | 1865年4月23日  | 1866年12月23日 | 上院休会中に任命、1866年1月22日の承認後に再び任命。 |
| 26 | ジョン・アダムズ・ディクス           | 特命全権公使 | 1866年9月24日  | 1866年12月23日 | 1869年5月23日  | 上院休会中に任命、1867年3月2日の承認後に再び任命。 |
| 27 | エリフ・ウォシュバーン               | 特命全権公使 | 1869年3月17日  | 1869年5月23日  | 1877年9月5日   | フランスが共和政に戻った1848年8月8日、再び信任状を捧呈された。                                                                                                   |
| 28 | エドワード・フォランスビー・ノイズ   | 特命全権公使 | 1877年7月1日   | 1877年9月5日   | 1881年8月5日   | 上院休会中に任命、1877年3月30日の承認後に再び任命。 |
| 29 | レヴィ・パーソンズ・モートン         | 特命全権公使 | 1881年3月21日  | 1881年8月5日   | 1885年5月14日  | |
| 30 | ロバート・ミリガン・マクレーン       | 特命全権公使 | 1885年3月23日  | 1885年5月14日  | 1889年5月20日  | |
| 31 | ホワイトロウ・レイド                 | 特命全権公使 | 1889年3月23日  | 1889年5月21日  | 1892年3月25日  | |
| 32 | トーマス・ジェファーソン・クーリッジ | 特命全権公使 | 1892年5月12日  | 1892年6月10日  | 1893年5月4日   | |
|    | ジェームズ・ビドル・ユースティス     | 特命全権公使 | 1893年3月20日  |                |                | 就任の宣誓をしたが、特命全権公使の資格で着任することはなかった。                                                                                                 |
| 33 | ジェームズ・ビドル・ユースティス     | 特命全権大使 | 1893年4月8日   | 1893年5月6日   | 1897年5月24日  | |
| 34 | ホーレス・ポーター                   | 特命全権大使 | 1897年3月19日  | 1897年3月26日  | 1905年5月2日   | |
| 35 | ロバート・サンダーソン・マコーミック | 特命全権大使 | 1905年3月8日   | 1905年5月2日   | 1907年3月2日   | |
| 36 | ヘンリー・ホワイト                   | 特命全権大使 | 1906年12月19日 | 1907年3月23日  | 1909年11月3日  | |
| 37 | ロバート・ベイコン                   | 特命全権大使 | 1909年12月21日 | 1909年12月31日 | 1912年4月19日  | |
| 38 | マイロン・ティモシー・ヘリック       | 特命全権大使 | 1912年2月15日  | 1912年4月29日  | 1914年11月28日 | |
| 39 | ウィリアム・グレイヴス・シャープ     | 特命全権大使 | 1914年6月19日  | 1914年12月4日  | 1919年4月14日  | |
| 40 | ウィリアム・グレイヴス・シャープ     | 特命全権大使 | 1914年6月19日  | 1914年12月4日  | 1919年4月14日  | |
| 41 | ヒュー・キャンベル・ウォーレス       | 特命全権大使 | 1919年2月27日  | 1919年4月22日  | 1921年7月5日   | |
| 42 | マイロン・ティモシー・ヘリック       | 特命全権大使 | 1921年4月16日  | 1921年7月15日  | 1929年3月31日  | |
| 43 | ウォルター・エッジ                   | 特命全権大使 | 1929年11月21日 | 1929年12月18日 | 1933年3月13日  | |
| 44 | ジェッセ・シュトラウス               | 特命全権大使 | 1933年3月17日  | 1933年6月8日   | 1936年8月5日   | |
| 45 | ウィリアム・ブリット                 | 特命全権大使 | 1936年8月25日  | 1936年10月13日 | 1940年7月11日  | 上院休会中に任命、1937年1月23日の承認後に再び任命。ブリットの任期終了間際の1940年6月13日〜25日まで、アンソニー・J・ドレクセル・ビドルJr.が代理大使の任に就いた。 |
| 46 | ウィリアム・リーヒ                   | 特命全権大使 | 1940年11月29日 | 1941年1月8日   | 1942年5月1日   | 米仏関係が悪化した1942年11月8日、S・ピンクニー・タックが臨時に代理公使を務めた。                                                                                 |
| 47 | ジェファーソン・キャフェリー         | 特命全権大使 | 1944年11月25日 | 1944年12月30日 | 1949年5月13日  | |
| 48 | デイヴィッド・ブルース               | 特命全権大使 | 1949年5月9日   | 1949年5月17日  | 1952年3月10日  | |
| 49 | ジェームズ・ダン                     | 特命全権大使 | 1952年3月13日  | 1952年3月27日  | 1953年3月2日   | |
| 50 | C・ダグラス・ディロン                | 特命全権大使 | 1953年2月27日  | 1953年3月13日  | 1957年1月28日  | |
| 51 | エイモリー・ヒュートン               | 特命全権大使 | 1957年3月14日  | 1957年4月17日  | 1961年1月19日  | |
| 52 | ジェームズ・ギャビン                 | 特命全権大使 | 1961年2月22日  | 1961年3月21日  | 1962年9月26日  | |
| 53 | チャールズ・E・ボーレン              | 特命全権大使 | 1962年9月4日   | 1962年10月27日 | 1968年2月9日   | |
| 54 | サージェント・シュライヴァー         | 特命全権大使 | 1968年4月22日  | 1968年5月25日  | 1970年3月25日  | |
| 55 | アーサー・ワトソン                   | 特命全権大使 | 1970年4月8日   | 1970年5月6日   | 1972年10月30日 | |
| 56 | ジョン・ニコル・アーウィン           | 特命全権大使 | 1973年2月2日   | 1973年3月23日  | 1974年10月20日 | |
| 57 | ケネス・ラッシュ                     | 特命全権大使 | 1974年9月19日  | 1974年11月21日 | 1977年3月14日  | |
| 58 | アーサー・ハートマン                 | 特命全権大使 | 1977年6月8日   | 1977年7月7日   | 1981年10月14日 | |
| 59 | エヴァン・グリフィス・ガルブレイス   | 特命全権大使 | 1981年11月6日  | 1981年12月2日  | 1985年7月15日  | |
| 60 | ジョー・ロジャーズ                   | 特命全権大使 | 1985年7月19日  | 1985年9月20日  | 1989年1月8日   | |
| 61 | ウォルター・カーリー                 | 特命全権大使 | 1989年5月12日  | 1989年7月6日   | 1993年2月11日  | |
| 62 | パメラ・ハリマン                     | 特命全権大使 | 1993年5月8日   | 1993年6月30日  | 1997年2月5日   | 死亡退職。 |
| 63 | フィリックス・ロハティン             | 特命全権大使 | 1997年8月1日   | 1997年9月11日  | 2000年12月7日  | |
| 64 | ハワード・リーチ                     | 特命全権大使 | 2001年7月12日  | 2001年9月4日   | 2005年4月16日  | |
| 65 | クレイグ・ロバーツ・ステイプルトン   | 特命全権大使 | 2005年6月21日  | 2005年7月25日  | 2009年1月29日  | 2006年11月22日より、駐モナコ大使を兼任。 |
| 66 | チャールズ・リヴキン                 | 特命全権大使 | 2009年6月1日   | 2009年10月2日  | 2013年11月20日 | 駐モナコ大使を兼任。 |
| 67 | ジェーン・ハートリー                 | 特命全権大使 | 2014年9月26日  | 2014年10月31日 | 2017年1月29日  | 駐モナコ大使を兼任。 |
| 68 | ジェイミー・マッコート               | 特命全権大使 | 2017年11月20日 | 2017年12月18日 | 2021年1月20日  | 駐モナコ大使を兼任。 |
| 69 | デニス・バウアー                     | 特命全権大使 | 2021年12月18日 | 2022年2月5日   |                | 駐モナコ大使を兼任。 |